# Erich Führer
Erich Führer (* 20. September 1901 in Berlin; † 4. Dezember 1972 ebenda) war ein deutscher Politiker (SPD).
Erich Führer besuchte eine Volksschule und machte eine Lehre als Schriftsetzer. 1921 trat er dem Verband der Deutschen Buchdrucker und 1924 der SPD bei. Er wurde 1939 von der Wehrmacht eingezogen und geriet 1945 in Kriegsgefangenschaft.
Nach dem Zweiten Weltkrieg kehrte Führer 1947 nach Berlin zurück und trat ein Jahr später der Unabhängigen Gewerkschaftsopposition (UGO) bei. Er wurde Bezirksvorsitzender der IG Druck und Papier Berlin. Bei der Berliner Wahl 1958 wurde er in die Bezirksverordnetenversammlung (BVV) im Bezirk Wedding gewählt. Bei der folgenden Wahl 1963 wurde er in das Abgeordnetenhaus von Berlin gewählt. Nach dieser Legislaturperiode wurde er 1967 erneut in die BVV Wedding gewählt.